# Você Merece Cachê
"Você Merece Cachê" é uma canção do cantor Israel Novaes com a participação do cantor Wesley Safadão. A canção foi lançada oficialmente no dia 20 de outubro de 2015, como segundo single do álbum Forró do Israel. É também a segunda parceria dos cantores, sendo que em 2014, eles estrearam a parceria com a faixa "Vou Dar Virote".

## Composição
O single é uma composição de Neto Barros em parceria com Conde Macedo e Jota Reis.

## Apresentações
"Você Merece Cachê" já vem sendo cantada nos shows de Israel Novaes, mas só depois passou a ser a música de trabalho do sertanejo.

## Lista de faixas
| Download digital |                     |         |  |
| N.º              | Título              | Duração |  |
| 1.               | "Você Merece Cachê" | 2:24    |  |

## Desempenho nas tabelas musicais
| Tabela musical (2015)                     | Melhor posição |
| ----------------------------------------- | -------------- |
| Brasil - Billboard Brasil Hot 100 Airplay | 18             |